# ۳آی
۳آی (انگلیسی: 3i) شرکت سرمایه‌گذاری بریتانیایی است، که در سال ۱۹۴۵ توسط بانک انگلستان تأسیس شد.